# SMS Regensburg
Strasbourg
Vous lisez un « bon article » labellisé en 2013.
Pour les autres navires du même nom, voir Strasbourg (navire).
Le SMS Regensburg est un croiseur léger de classe Graudenz mis à l'eau en 1914 pour la Kaiserliche Marine. Sa construction commence en 1912 au chantier naval AG Weser à Brême. Lancé le 25 avril 1914, il intègre la Hochseeflotte en français : « flotte de haute mer » en janvier 1915. Nommé d'après la ville de Ratisbonne (en allemand, Regensburg), en Bavière, il est armé de douze canons de 10,5 cm et possède une vitesse maximale de 27,5 nœuds (50,9 km/h). En 1917, il est réarmé avec sept canons de 15 cm.
Le Regensburg participe avec la Hochseeflotte à la bataille du Jutland les 31 mai et 1er juin 1916, où il mène la flottille de torpilleurs de reconnaissance du 1er groupe de reconnaissance commandé par Franz von Hipper. Après la Première Guerre mondiale, il est cédé à la France au titre d'indemnité de guerre et renommé Strasbourg. Il participe en 1925 à la guerre du Rif. En 1928, il prend part en Arctique aux opérations de sauvetage du dirigeable Italia. Retiré du service en 1936, il est utilisé comme barge à Lorient jusqu'en 1940, où il est capturé par les Allemands. Placé devant la base sous-marine de Lorient en 1944, il sert alors d'obstacle aux attaques de torpilles. Il est sabordé au même endroit peu avant la libération de la ville en 1945.

## Conception

### Caractéristiques
Le Regensburg est commandé sous le nom de code « Ersatz Irene » et sa construction commence en 1912 au chantier naval AG Weser à Brême, avant qu'il ne soit lancé le 25 avril 1914. Le maire de Regensburg, Hofrat Josef Bleyer, baptise alors le navire, qui entre en service dans la Hochseeflotte le 3 janvier 1915,. Le navire possède une longueur hors-tout de 142,7 mètres, un maître-bau de 13,8 mètres et un tirant d'eau de 5,75 mètres. Son port en lourd est de 6 382 tonnes. Son système de propulsion consiste en deux turbines à vapeur délivrant une puissance de 26 000 chevaux à deux hélices de 3,5 mètres. Alimentées par dix chaudières à charbon et deux à mazout (le mazout étant plus efficace, mais plus difficile à importer), elles permettent au navire de filer jusqu'à 27,5 nœuds (50,9 km/h). Le Regensburg peut transporter jusqu'à 1 280 tonnes de charbon et 375 tonnes de fioul qui lui permettent d'avoir un rayon d'action d'environ 5 500 milles marins (10 000 km) à une vitesse de 12 nœuds (22 km/h). L'équipage est composé de 21 officiers et de 364 marins.

### Armement
Le Regensburg est armé de douze canons de 10,5 cm SK L/45 montés sur tourelle simple. Deux sont placés côte à côte devant le gaillard d'avant, huit au milieu, et deux à l'arrière en position de tir superposé. Ces canons ont une élévation maximum de 30°, ce qui leur permet d'engager des cibles jusqu'à une distance de 12 700 m, et une élévation minimum de -10°, permettant au Regensburg de se défendre en combat rapproché. Ils seront remplacés en 1915 par sept canons de 15 cm SK L/45 et deux canons de 8,8 cm SK L/45 antiaériens. Il est aussi équipé d'une paire de tubes lance-torpilles de 500 mm d'une capacité de cinq torpilles, chacun étant immergé de chaque côté de la coque du navire. Plus tard, quatre lanceurs sont rajoutés sur le pont et les lanceurs immergés sont retirés. Le Regensburg peut aussi transporter 120 mines marines. Il est protégé par une ceinture de blindage de 60 mm située au niveau de la ligne de flottaison, le château possède un blindage de 100 mm, et le pont en est couvert de 60 mm.

## Service pour l'Allemagne

### Premières opérations
Le Regensburg finit ses essais le 10 mars 1915, puis est assigné au 2e groupe de reconnaissance. Onze jours plus tard, il bombarde les positions russes près de Palanga avec l'aide des croiseurs SMS Stralsund et SMS Rostock. L'opération dure jusqu'au 24 mars. Le capitaine Hans Zenker propose alors que le Regensburg et le paquebot SS Cap Polonio (qui doit être pourvu de canons de 15 cm) soient envoyés dans l'Atlantique pour harceler les navires de commerce, en remplacement des croiseurs détruits quelques mois plus tôt. Le commandant de la flotte, l'amiral Friedrich von Ingenohl, rétorque que les navires seront coulés tout comme leurs prédécesseurs, et que le peu de succès rencontré ne contrebalancera pas la perte d'un croiseur léger moderne et d'un paquebot lourd. L'idée est alors abandonnée. Les 17 et 18 mai, le Regensburg prend part à une opération de mouillage de mines au large du Dogger Bank. Le 25 août, il retourne dans la Baltique pour pilonner des positions russes, cette fois sur l'île de Hiiumaa : le phare de Saint-Andréasberg et la station du cap Ristna. En septembre, il prend part au nettoyage des mines britanniques dans le Skagerrak et le Kattegat, et continue début 1916 jusque dans la mer du Nord. Les 23 et 24 avril, il participe au bombardement de Yarmouth et de Lowestoft mené par les croiseurs du 1er groupe de reconnaissance de l'amiral von Hipper, alors remplacé par l'amiral Scheer,.

### Bataille du Jutland

Cartes montrant les manœuvres des Britanniques (en bleu) et des Allemands (en rouge) les 30 et 31 mai 1916.

En mai 1916, l'amiral Reinhard Scheer, commandant de la flotte, décide d'attirer une partie de la flotte britannique hors de ses bases afin de la détruire avec l'aide de la totalité de sa flotte de haute mer. Pour cette opération, le Regensburg, commandé par le commodore Paul Heinrich, a pour rôle de mener les flottilles de torpilleurs qui protègent les croiseurs de bataille du 1er groupe de reconnaissance. L'escadre quitte la rade de la Jade le 31 mai vers 2 h 0 du matin, en direction des eaux du Skagerrak. Le gros de la flotte les suit à une heure et demie d'écart. Aux alentours de 15 h 30, le croiseur rencontre la 1re escadre de croiseurs de bataille britannique, et engage le combat. Le Regensburg est hors de portée et met la vapeur pour rejoindre la tête de la ligne de bataille. Alors que le navire n'a pas encore rejoint son poste, les navires britanniques ouvrent le feu sur les croiseurs allemands. Ceux-ci sont alors situés entre les Britanniques et le Regensburg, qui se trouve à environ 2 000 m en arrière. L'équipage se rend alors compte que les obus ennemis passent bien au-dessus de leur cible, rendant leur situation bien plus inconfortable que celles des croiseurs que les Anglais visent pourtant. Vers 17 h 10, le Regensburg rejoint son poste, et le HMS Tiger tire alors quelques salves sur lui, le prenant pour un croiseur lourd.
Alors que les escadres de croiseurs se rapprochent, le Regensburg ordonne aux torpilleurs de lancer une offensive générale sur la flotte britannique. Les Britanniques font de même avec leurs destroyers, ce qui engendre une bataille rangée entre les deux escadres de destroyers, soutenues par leurs croiseurs légers et l'artillerie secondaire des croiseurs de bataille. Peu après 19 h 0, le Regensburg mène une attaque sur le croiseur Canterbury et quatre destroyers. Il met hors d'état de nuire le Shark, qui est coulé peu après par une torpille allemande, avant de concentrer son feu sur le Canterbury, qui bat en retraite dans la brume. À 20 h 15, les deux flottes principales étant engagées dans la bataille et Scheer cherche à battre en retraite. Il ordonne alors au 1er groupe de reconnaissance de charger la ligne britannique, pendant que le reste de l'escadre se retire. Cette retraite est de plus couverte par une attaque massive des torpilleurs, qui force les Britanniques à se retirer eux aussi. Le Regensburg et son groupe reçoivent alors l'ordre de passer à l'attaque, mais le 1er groupe de reconnaissance leur est passé devant et ils réalisent que les Britanniques ont battu en retraite, hors de portée de leurs torpilles.
Après le succès de sa retraite, Scheer ordonne au Regensburg d'organiser trois groupes de torpilleurs afin d'attaquer la flotte britannique durant la nuit. Vers 21 h 10, Heinrich dépêche la 2e flottille et la 12e demi-flottille depuis l'arrière-garde allemande afin d'attaquer la formation britannique. Durant la nuit, la Hochseeflotte réussit à contourner la flotte ennemie et atteint Horns Rev le 1er juin vers 4 h 0. À 9 h 45, le Regensburg et trois torpilleurs font demi-tour afin de rejoindre les torpilleurs transportant l'équipage du Lützow, sabordé à la fin de la bataille. Seuls trois croiseurs rapides survivent à cette bataille, le Frankfurt, le Pillau et le Regensburg. Celui-ci sort totalement indemne de l'affrontement, en ayant tiré 372 obus de 10,5 cm.

### Opérations ultérieures
En 1917, le Regensburg se voit assigner au 4e groupe de reconnaissance, en compagnie du Stralsund et du Pillau. Fin octobre, le 4e groupe de reconnaissance vogue vers Pillau, arrivant le 30. En compagnie des cuirassés de la 1re escadre, ils doivent remplacer les navires lourds de la flotte venant de participer à l'opération Albion, qui consistait en la reconquête des îles du golfe de Riga. Cependant, une récente tempête ayant pu accidentellement libérer des mines force le haut commandement à annuler la mission. Le 31 octobre, celui-ci ordonne alors au Regensburg et au reste du 4e groupe de reconnaissance de retourner en mer du Nord.
En octobre 1918, le Regensburg est le navire amiral du commodore Johannes von Karpf, commandant du 4e groupe de reconnaissance. Celui-ci se prépare alors à une attaque cruciale avec la Hochseeflotte. Les amiraux Reinhard Scheer et Hipper ont l'intention d'infliger autant de dommages que possible à la Royal Navy, afin d'être en meilleure position lors d'une éventuelle reddition, et ce quel que soit le coût humain et matériel à payer. Le matin du 27 octobre, quelques jours avant le début de l'opération, Karpf ordonne à l'équipage du Regensburg de procéder à l'approvisionnement du bateau en charbon et en pétrole. Une division entière de marins refuse alors d'exécuter les ordres, ainsi qu'un quart entier du personnel de la salle des machines, qui met son habit de sortie et refuse d'obéir. Le premier lieutenant arrête alors le meneur de la mutinerie, après quoi l'équipage retourne à son travail. Le matin du 19 octobre, l'ordre est donné de partir de Wilhelmshaven. Durant la nuit suivante, des marins du Thüringen et de nombreux autres navires se mutinent. Ces troubles obligent Hipper et Scheer à annuler l'opération.
Alors que la mutinerie prend de l'ampleur, le Regensburg est envoyé à Swinemünde, où il arrive le 7 novembre. Cette nuit-là, de faux rapports parviennent à Karpf concernant des torpilleurs aux mains de révolutionnaires communistes prêts à attaquer la flotte allemande. Il ordonne aux marins de désarmer leurs navires ; les documents confidentiels sont détruits et les salles des munitions sont inondées. Quand le commandant de la flotte apprend la nouvelle, il relève Karpf de ses fonctions et le remplace par le commodore Rohardt, qui prépare le renflouement des navires. Durant cette opération, le 4e groupe de reconnaissance rejoint Stettin. Cependant, l'abdication de Guillaume II, le 9 novembre, empêche Rohardt de faire flotter le pavillon impérial sur ses navires. Par conséquent, il retire du service le Regensburg et le Brummer. Un nouvel officier arrive alors à Stettin afin de prendre le commandement du Regensburg mais il a peu d'officiers sous ses ordres et aucun équipage. En décembre 1918, le Regensburg escorte le cuirassé britannique HMS Hercules qui transporte la Commission alliée à Kiel.

## Service pour la France

### Récupération comme dommage de guerre et débuts
Après la fin de la guerre, le Regensburg sert dans la toute jeune Reichsmarine, jusqu'au début de 1920. Il est rayé des listes le 10 mars 1920 et retiré du service le 19 mai 1920. En application du traité de Versailles, et au titre de dommages de guerre, la France se voit attribuer par tirage au sort le navire dans un lot de cinq croiseurs légers et de dix contre-torpilleurs parmi les navires livrés par l'Allemagne aux Alliés.
Le 4 juin 1920, le navire est remis aux Alliés dans le port de Cherbourg et transféré sous le nom de J dans la Marine nationale française. Il est alors renommé Strasbourg et mis en service. Il est envoyé à Brest où il arrive le 7 août pour y être armé.
Son port d'attache est dans un premier temps Brest jusqu'en 1922, puis il est affecté à Toulon de 1923 à 1926, avant d'être réaffecté à Brest jusqu'à la fin de son service actif. En 1925, il est entièrement refait et atteint les 26 nœuds (48,2 km/h) lors des essais.
Il participe lors de ses premières années de service pour la marine française à différentes opérations. Il est ainsi impliqué dans la guerre du Rif : le 7 septembre 1925, avec le cuirassé Paris et le croiseur Metz, il apporte un appui-feu important au débarquement de troupes françaises en Afrique du Nord. Il est aussi envoyé en Grèce après le séisme de 1928 de Corinthe afin de porter assistance à la population. Une opération internationale est montée pour venir en aide aux 15 000 sinistrés, et la France envoie ce navire ainsi que le torpilleur Mistral. Il revient le 20 juin de la même année à Quiberon mais est envoyé d'urgence à Brest pour une opération de longue durée.

### Recherche de l’Italia
Le Strasbourg participe à la campagne de recherche de l'Italia de Umberto Nobile à partir de mi-1928, un ballon dirigeable qui s'est écrasé dans la région arctique du Svalbard. La France fournit dans un premier temps à l'explorateur Roald Amundsen un hydravion militaire à long rayon d'action Latham 47 pour retrouver les disparus ; parti le 16 juin de Caudebec-en-Caux avec un équipage comptant entre autres quatre militaires français, le contact est perdu à partir du 18 juin. Il est alors ordonné au Strasbourg de faire route vers l'Arctique pour retrouver l'hydravion et son équipage.
Il rejoint Tromsø le 19 juin et commence alors une opération qui va durer cinq mois et lui faire parcourir 33 000 milles. Le bateau n'est pas conçu pour pouvoir briser la glace, obligeant à plusieurs reprises l'équipage à  positionner des pièces de bois entre la glace et la coque du navire pour lui permettre d'évoluer dans cet environnement. Il reçoit un ravitaillement du pétrolier-ravitailleur Durance le 23 juillet qui lui fournit par ailleurs deux hydravions FBA 17. Plus d'un mois après la disparition, il ne s'agit plus de retrouver des survivants mais l'épave du Latham 47. L'un de ses flotteurs est retrouvé le 30 août, confirmant sa disparition en mer.
L'ordre de fin de mission arrive le 17 septembre, et après une escale à Reykjavik, le Strasbourg rentre au port de Brest à la mi-octobre.

### Fin du navire

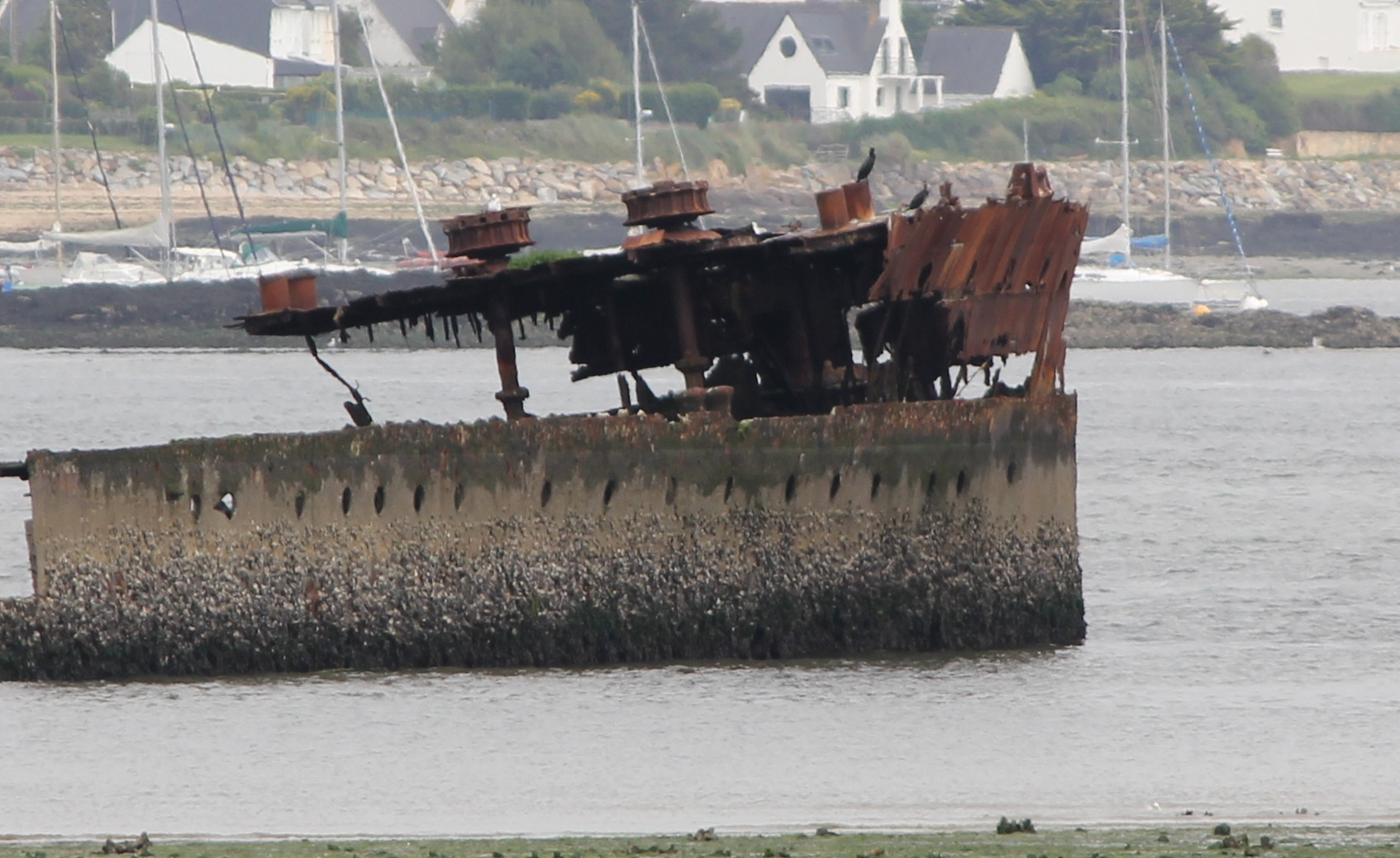
L'épave du Regensburg devant la base sous-marine de Lorient.

Il continue son service à Brest jusqu'en 1930, date à laquelle il est mis en réserve. Il est renommé Strasbourg II lorsque le Strasbourg est mis en chantier. Désarmé le 3 mai 1934, il est amené au cimetière pour bateaux de Landévennec en décembre de la même année. Il est ensuite affecté à Lorient où il arrive le 15 janvier 1936 et est utilisé comme ponton.
La marine allemande récupère le navire lorsque les Allemands investissent Lorient fin juin 1940. Le navire continue dans un premier temps à être utilisé comme ponton, puis il est positionné en face des hangars de sous-marins de la base sous-marine de Lorient afin de protéger l'accès à celle-ci du largage de torpilles. Il est alors équipé de mâts soutenant des filets ainsi que de ballons de barrage. Il est sabordé à ce même emplacement par la Kriegsmarine peu avant la libération de la ville en 1945.
L'épave est depuis disposée au même endroit dans la rade de Lorient et est visible à marée basse.